# Avena strigosa
Espèce
Avena strigosa, l'avoine rude ou avoine maigre, est une espèce de plantes monocotylédones de la famille des Poaceae, sous-famille des Pooideae, originaire du bassin méditerranéen.
Ce sont des plantes herbacées annuelles, aux tiges dressées ou géniculées ascendantes, pouvant atteindre 120 cm de long, et aux inflorescences en panicules.
Cette espèce diploïde (2n = 2x = 14) est cultivée principalement pour la production de fourrage, notamment au Brésil. C'est avec Avena sativa, Avena byzantina, Avena abyssinica et Avena nuda, l'une des cinq espèces cultivées du genre Avena.

## Liste des variétés
Selon The Plant List (22 décembre 2017) :
- variété Avena strigosa var. solida (Hausskn.) Malzev
- variété Avena strigosa var. trichophora (Thell.) E. Morren